# 太原煤炭氣化集團
太原煤炭气化（集团）有限责任公司，中煤能源集團旗下公司，是在1981年由前身為原煤炭部山西地區成立，主要業務煤炭综合利用和城市燃气事業、煤炭开采、洗选、炼焦、制气、煤化工产品生产、煤矸石发电供热、煤气表灶管制造和城市煤气输配、服务、管理等。現任董事長賀天才。
其主要資產太原燃气气源、龙泉煤电化、华鑫煤焦化电等煤炭資產。另外在1997年被中煤能源集團收購，並在2010年把旗下上市的太原煤气化股份有限公司併入上市公司中煤能源，被國務院批准。
2013年中煤能源集團將16.18%股權無償轉讓予山西省人民政府國有資產監督管理委員會。山西國資委同時委託晉煤集團託管太原煤炭氣化集團。

## 連結
- 太原煤炭气化（集团）有限责任公司（页面存档备份，存于）